# Пасека (Стародорожский район)
Пасека (бел. Па́сека) — агрогородок в Стародорожском районе Минской области Беларуси. Административный центр Пасекского сельсовета.

## География
Расположен в 16 км к югу от Старых Дорог, в 163 км от Минска. Пролегает автомобильная дорога Н-8890.
Ближайшие населённые пункты Гостино, Рубежи, Шушеровка и др.

### Гидрография
Река Портка.

## История
В 1908 году в Осовецкой волости Бобруйского уезда Минской губернии.
В 1 км к юго-западу от деревни находится Пасекское месторождение глин. Отложение в виде одорвения неогенового возраста залегает в толще концово-моренных отложений сожского ледника. Слоистые глины с прослоями супесей и песков, с гравием и галькой, при добавлении песка пригодны для изготовления кирпича.
В 2010 году деревня Пасека преобразована в агрогородок.

## Население
- 1908 год — 463 жителей, 70 дворов (деревня); 10 жителей, 1 двор (имение)[4]
- 1999 год — 429 жителей (перепись населения)
- 2000 год — 430 жителей, 195 дворов[3]
- 2009 год — 348 жителей (перепись населения)[4]
- 2019 год — 301 жителей (перепись населения)

## Галерея

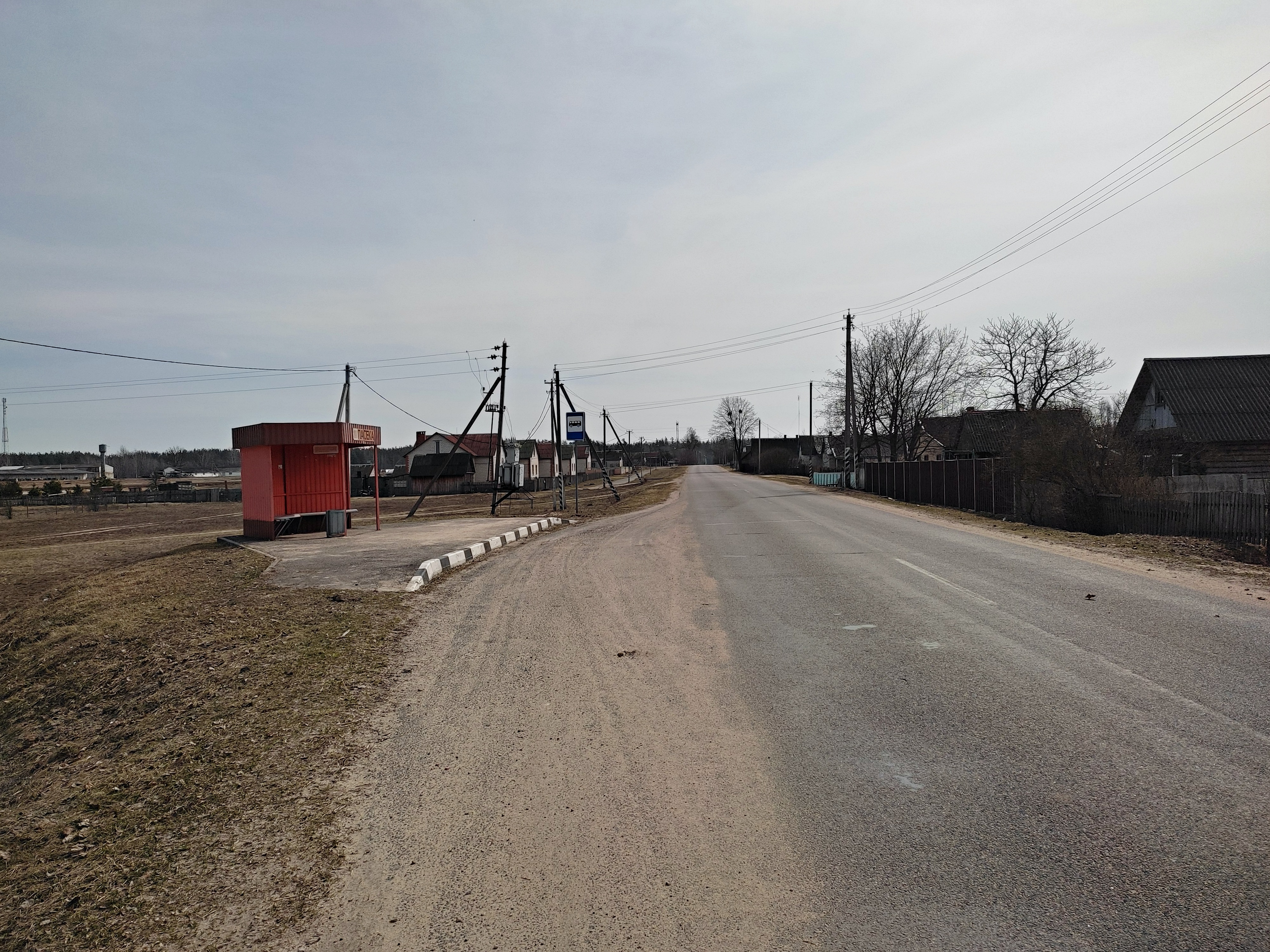
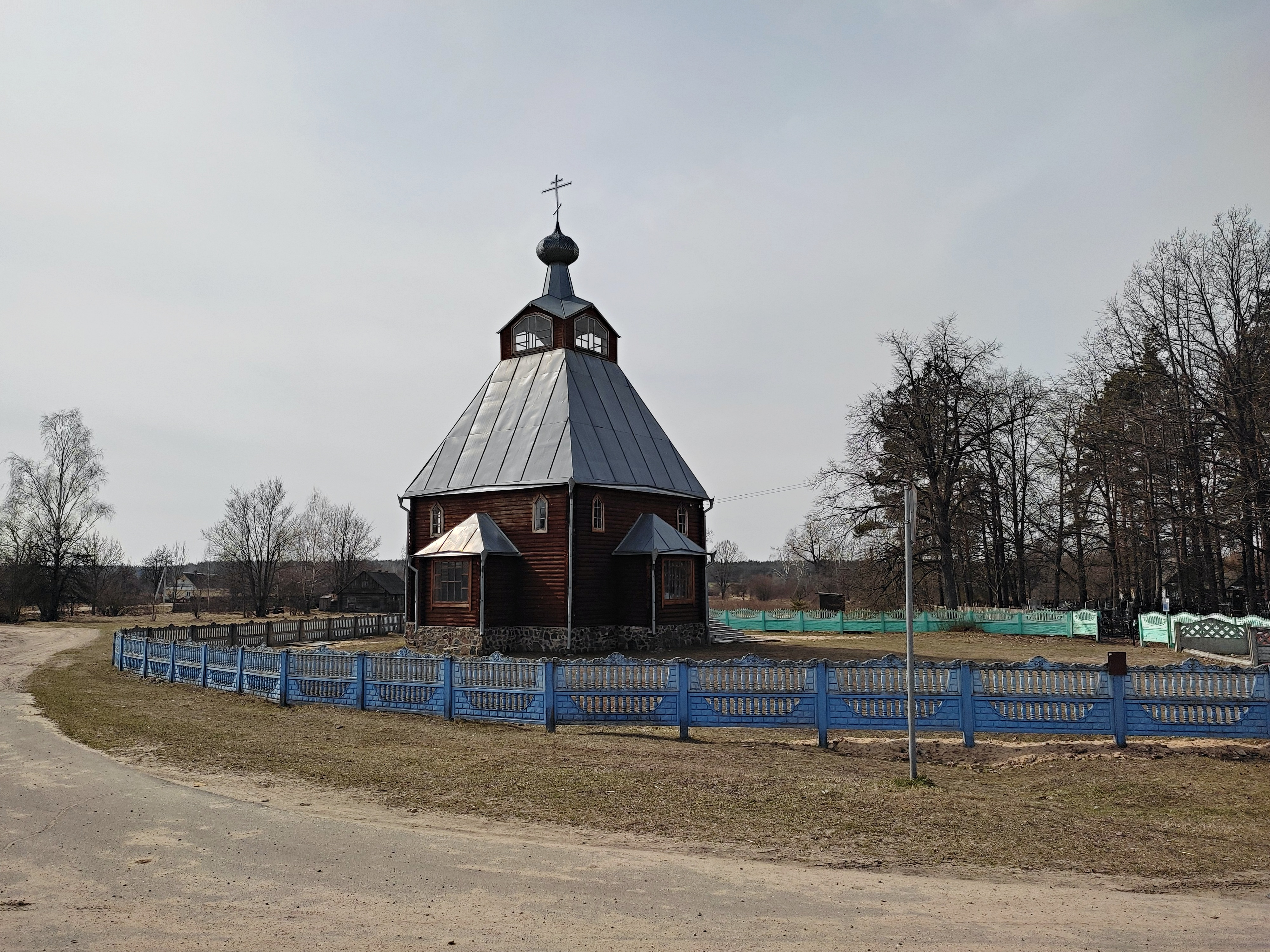
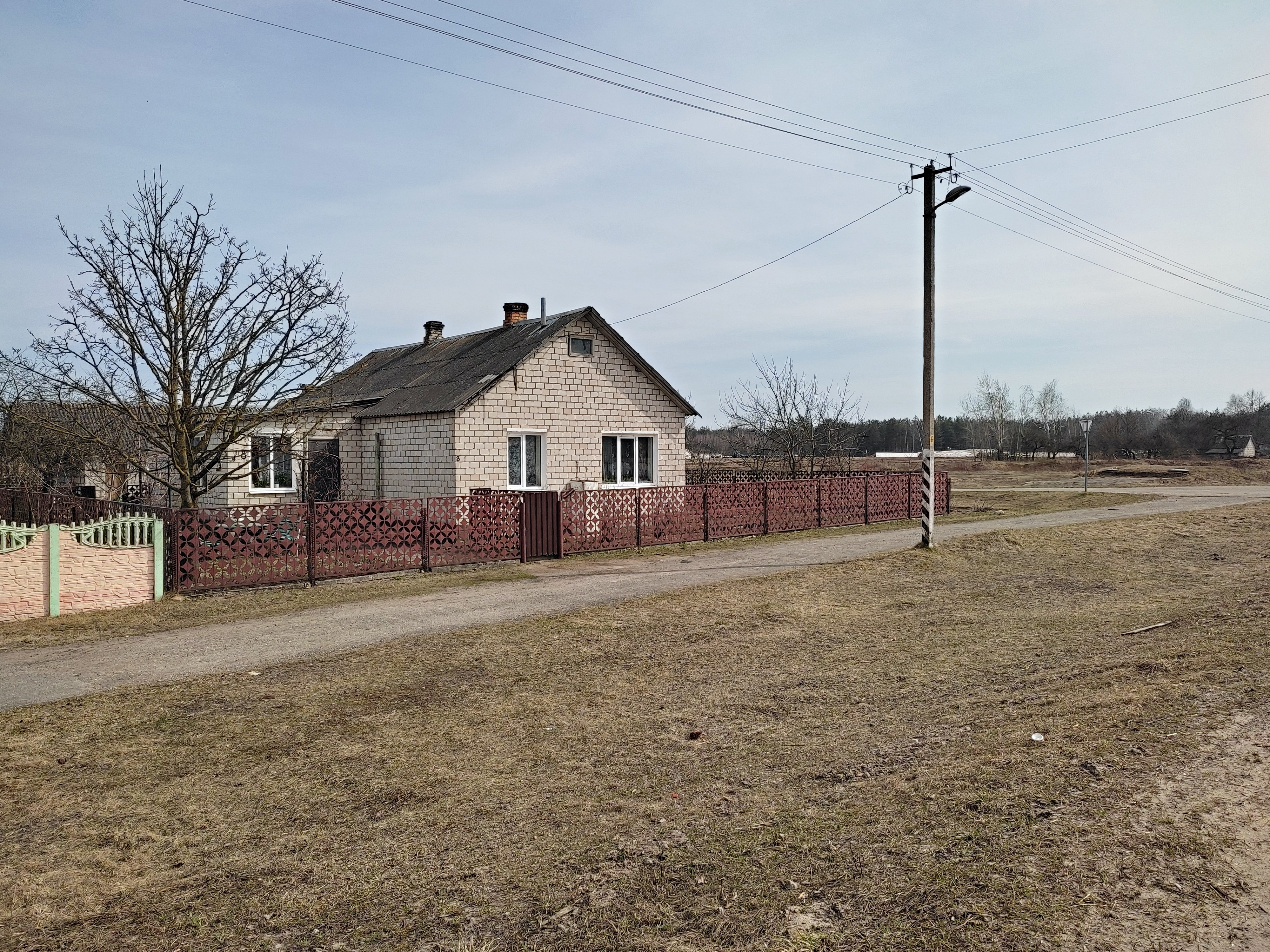
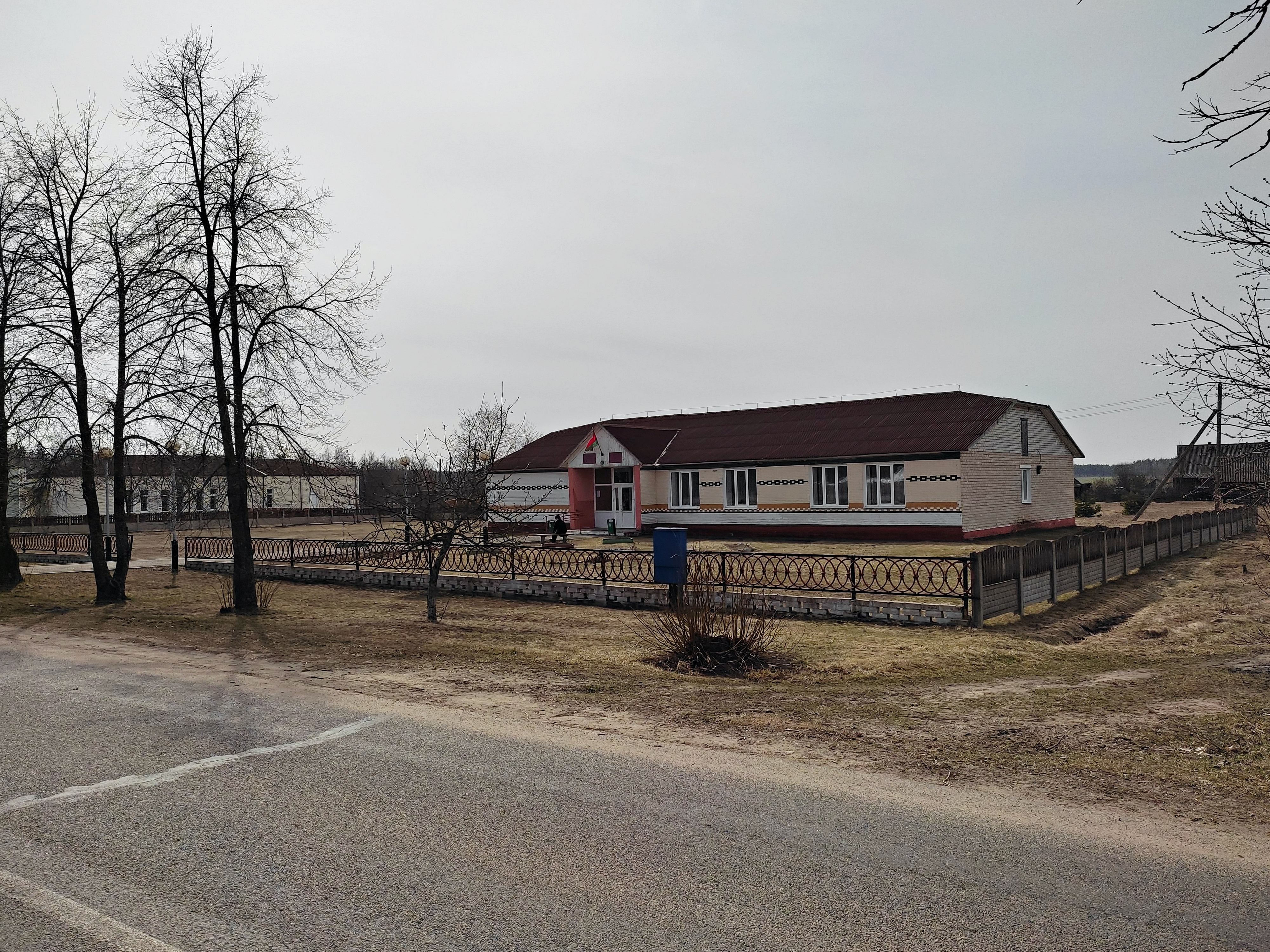
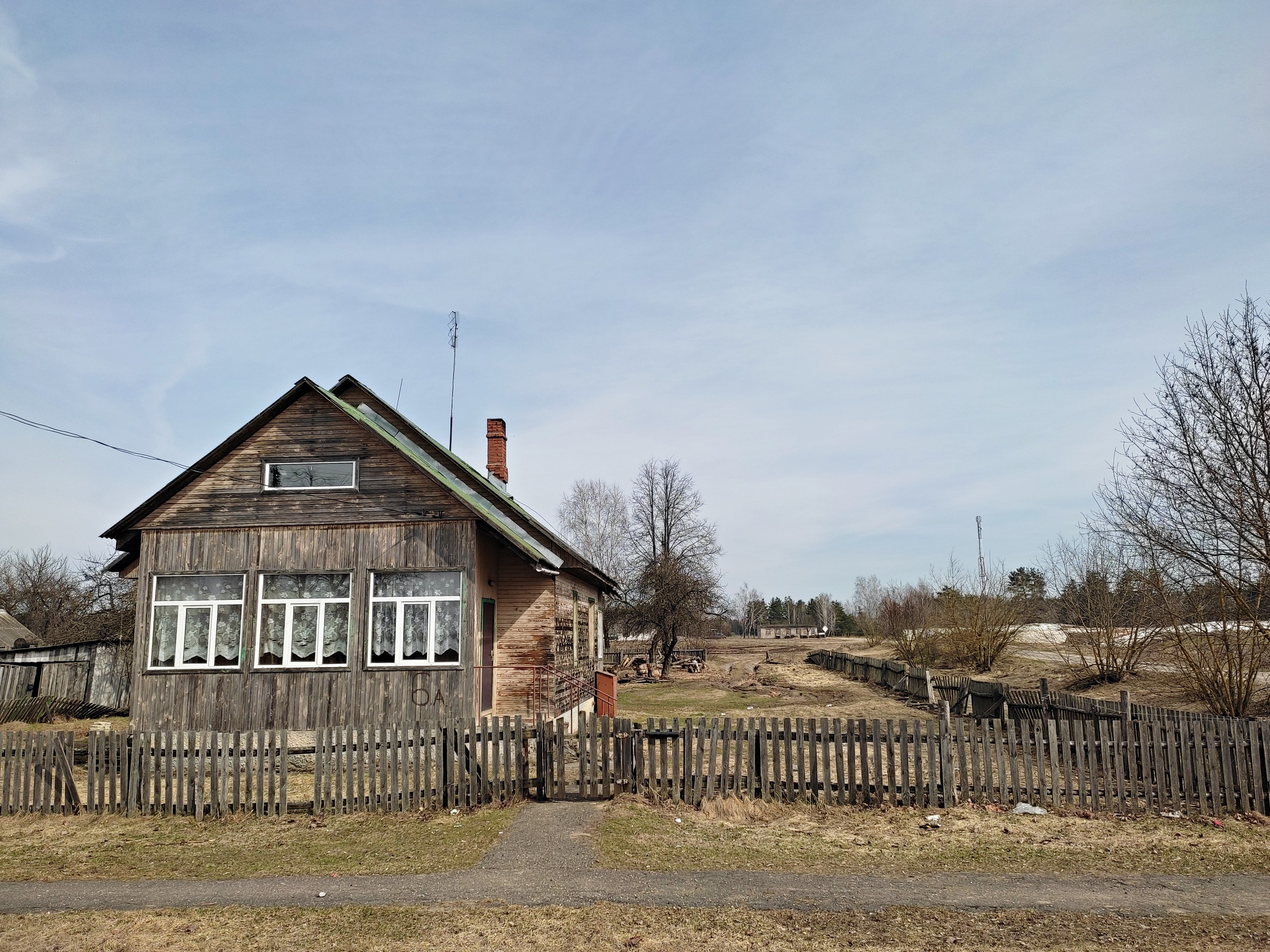
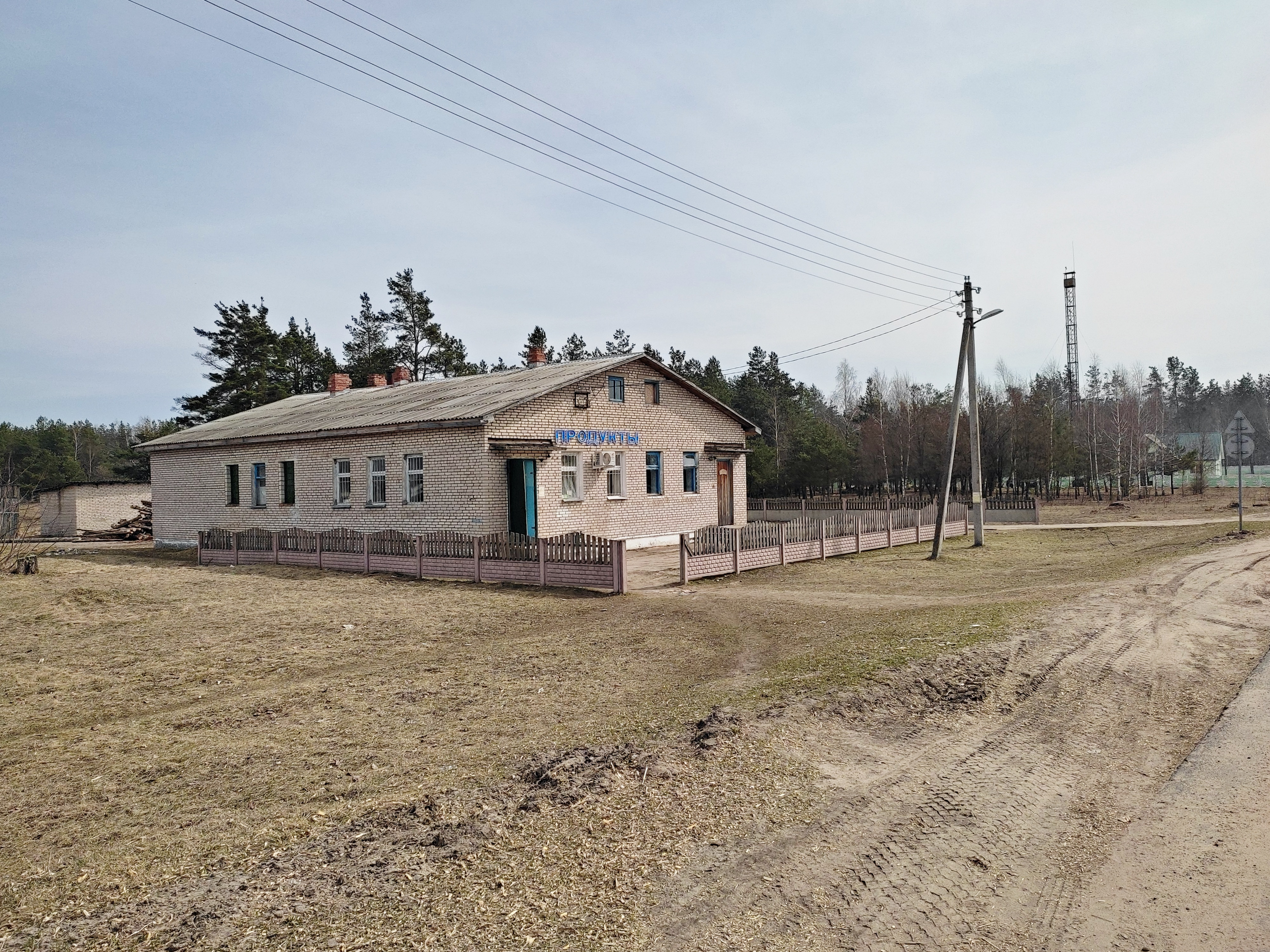
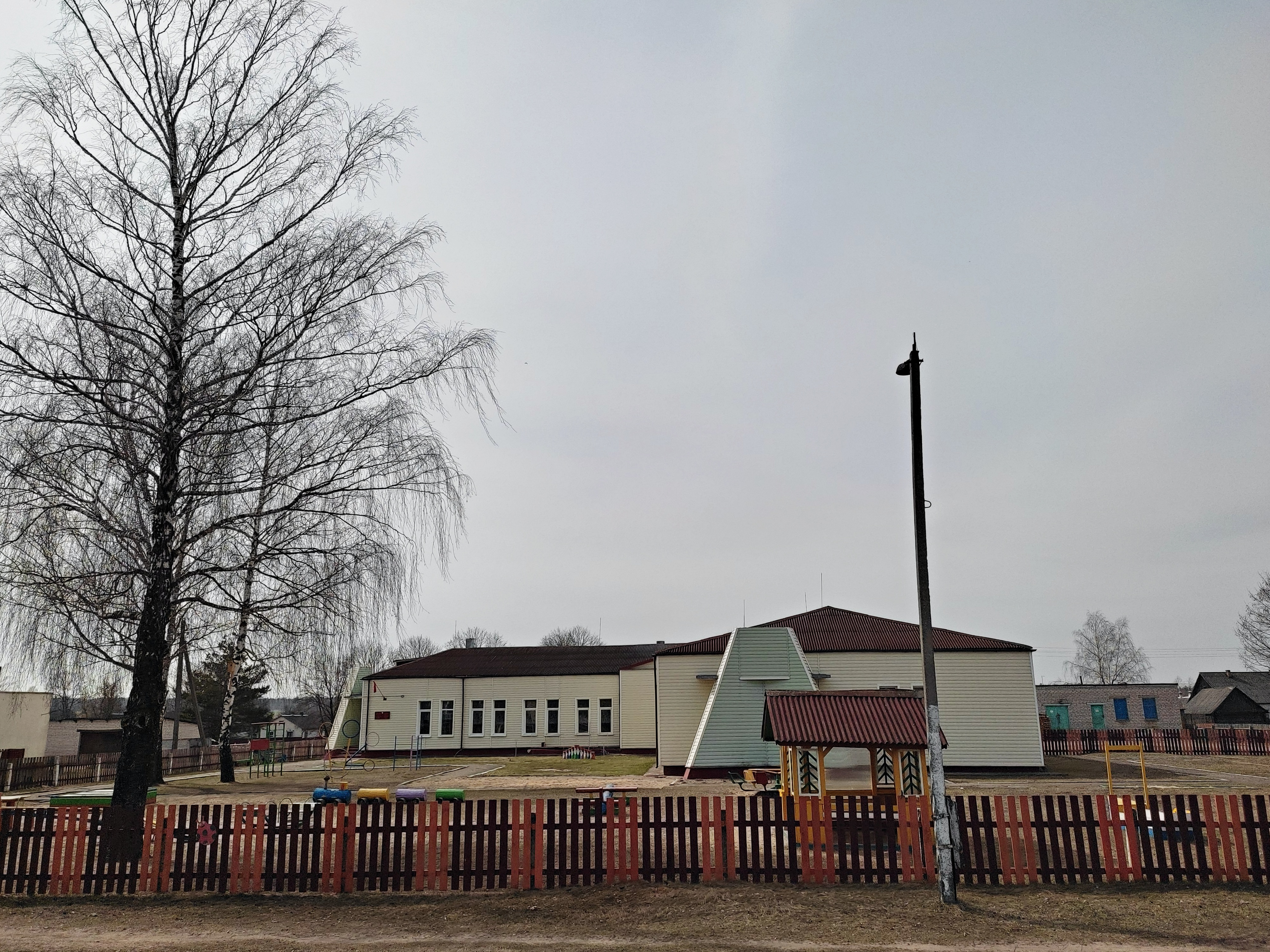
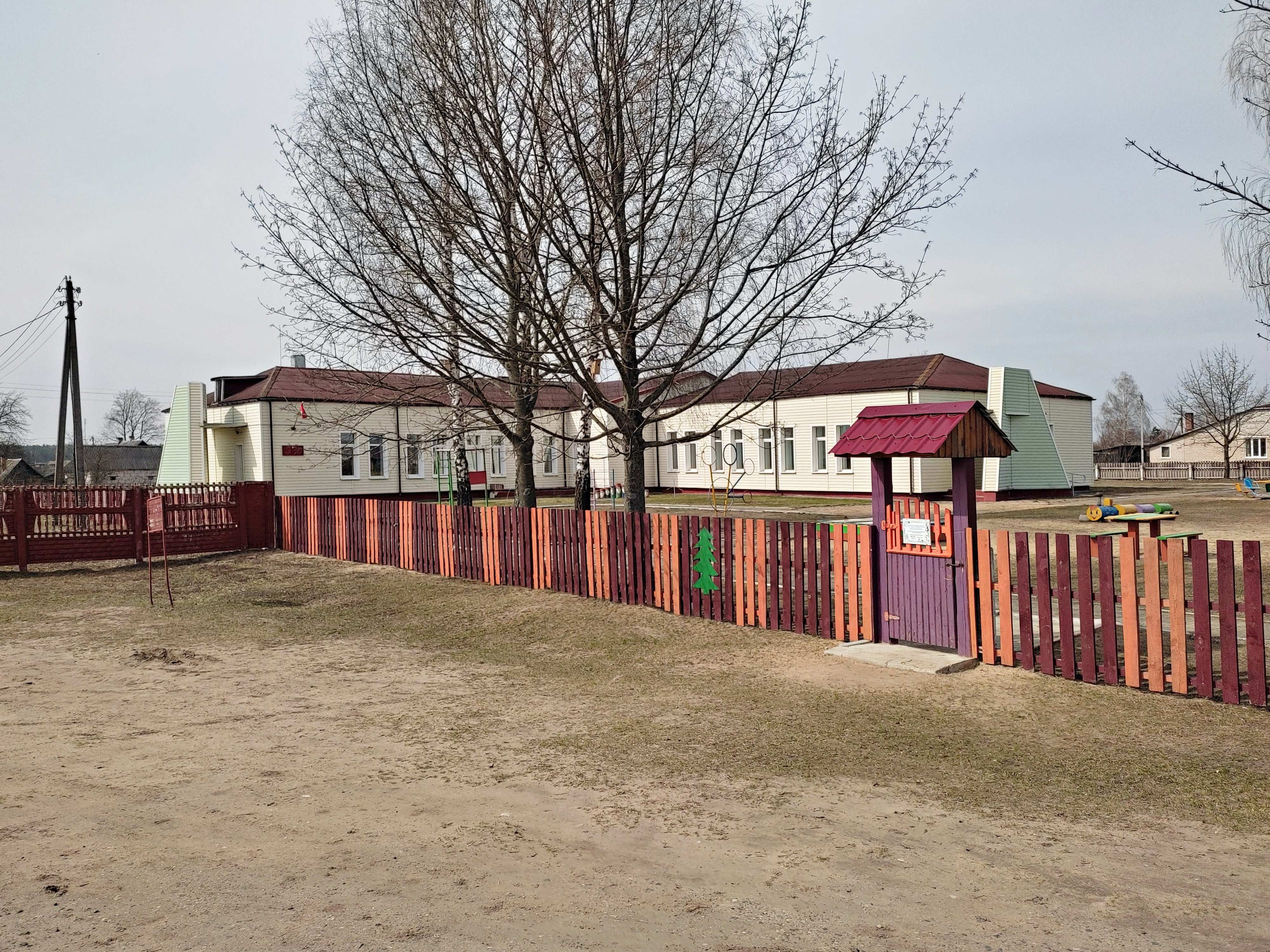
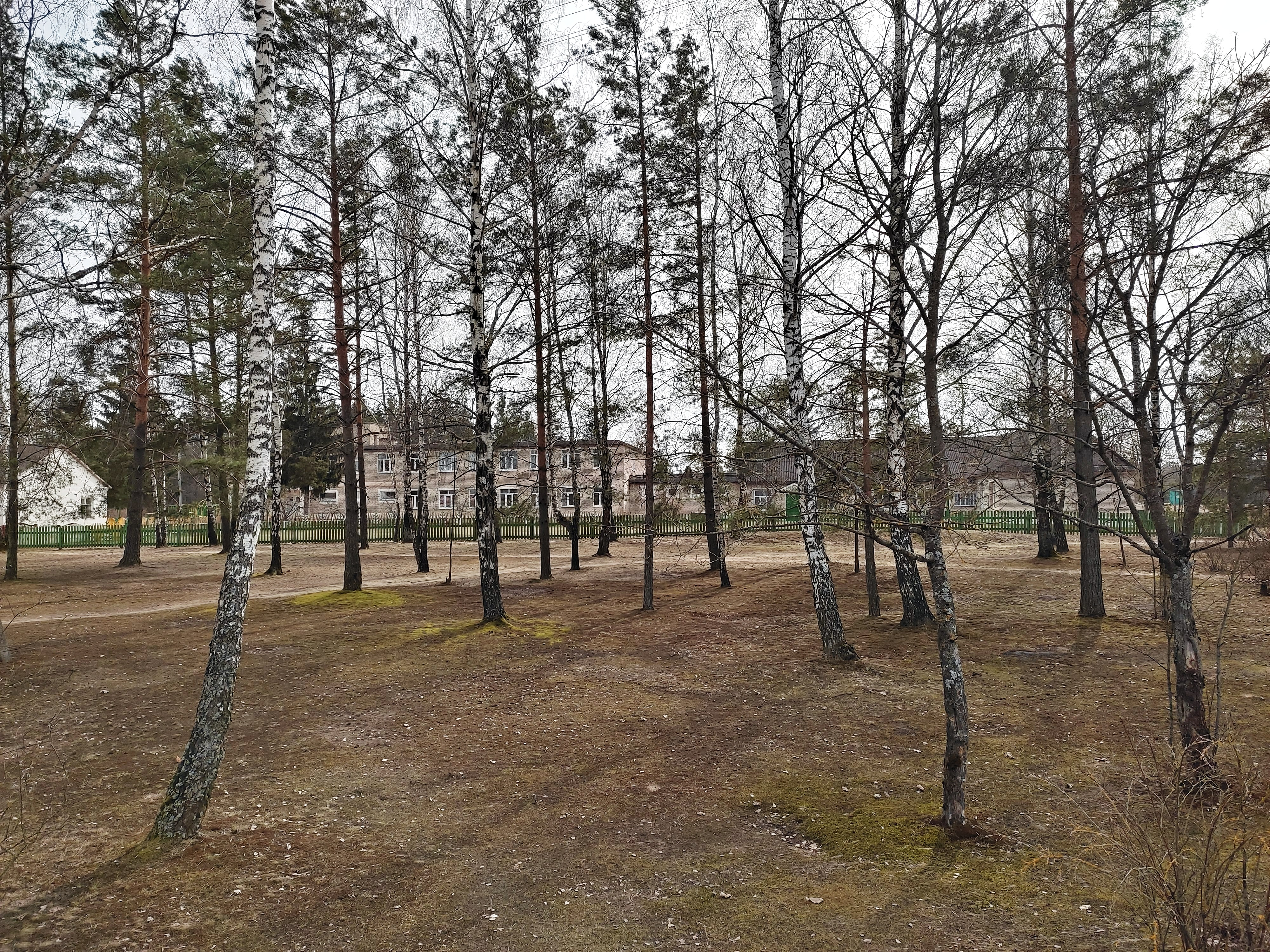
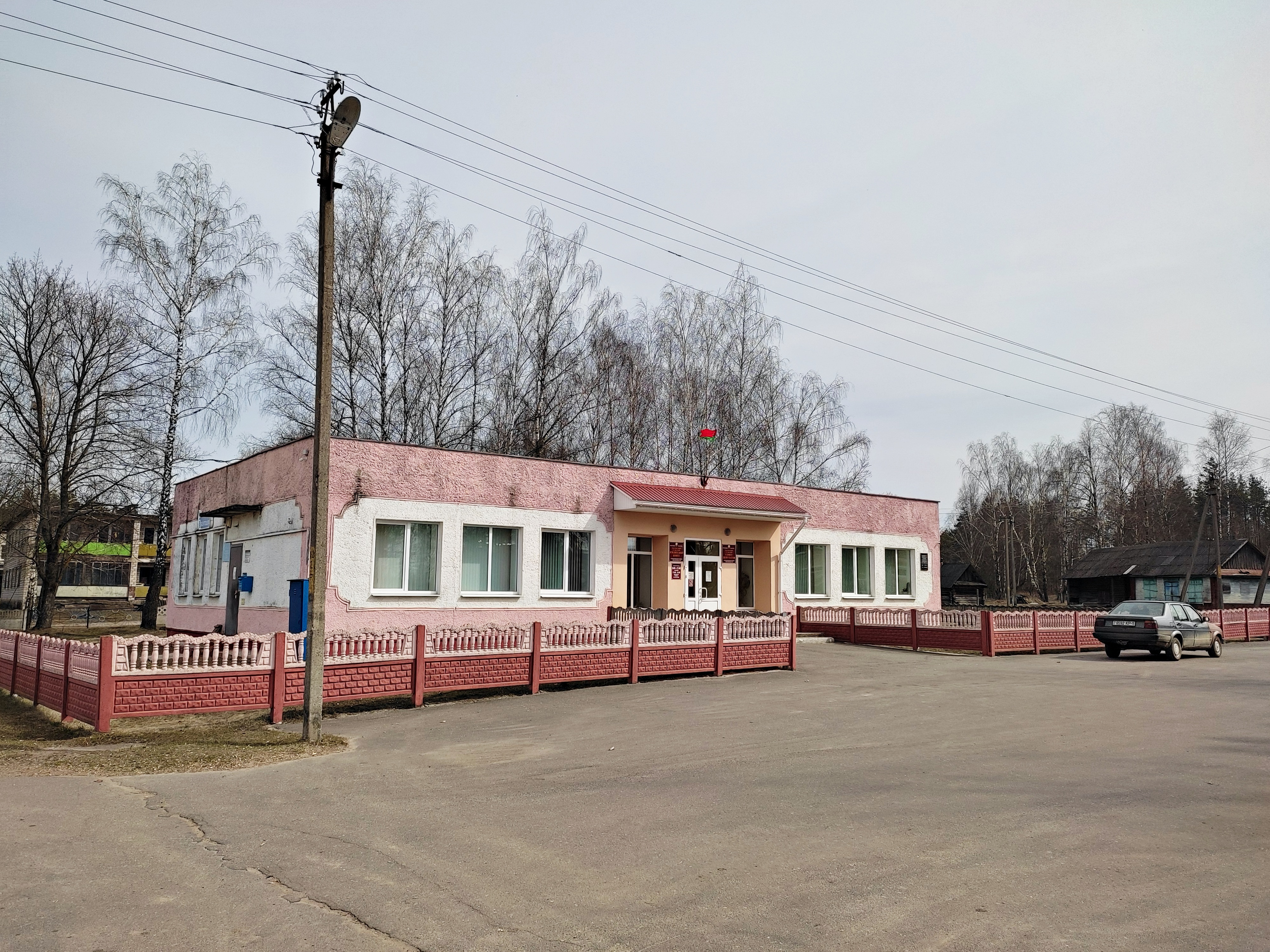
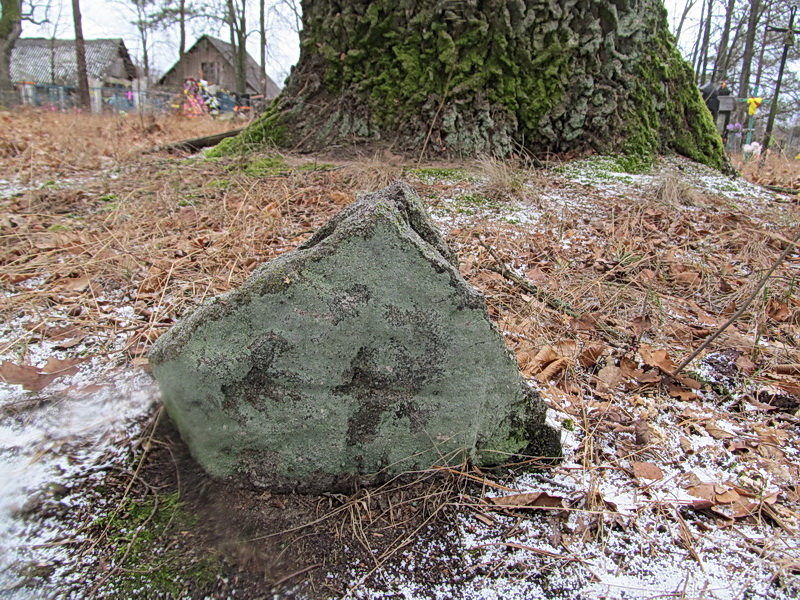

## Улицы
- Вишнёвая
- Зелёная
- Колхозная
- Коммунистическая
- Луговая
- Молодёжная
- Садовая
- Украинского

## Достопримечательность
- Братская могила —  Историко-культурная ценность Республики Беларусь, шифр 613Д000599.
- Водонапорная башня.
- Старое христианское кладбище.
- Софийская церковь.

## Известные лица
- Николай Аркадьевич Розум (род. 1958) — белорусский государственный деятель.
- Владимир Владимирович Усеня (род. 1958) — белорусский учёный в области лесоведения.